# Nuoto ai XIX Giochi del Mediterraneo - 100 metri stile libero femminili
La gara dei 100 metri stile libero femminili ai XIX Giochi del Mediterraneo si è svolta il 3 luglio 2022. Al mattino si sono svolte le batterie, mentre la finale si è disputata nel pomeriggio.

## Podio
| Pos. | Atleta         | Nazione  |
| ---- | -------------- | -------- |
|      | Kalia Antoniou | Cipro    |
|      | Janja Šegel    | Slovenia |
|      | Neža Klančar   | Slovenia |

## Record
Prima della manifestazione il record del mondo (RM) e il record dei Giochi del Mediterraneo (RG) erano i seguenti.
|  | 51"71 | Sarah Sjöström | 23 luglio 2017 Budapest |
|  | 54"72 | Malia Metella  | 27 giugno 2009 Pescara  |

Durante la competizione è stato migliorato il seguente record:
|  | 54"36 | Kalia Antoniou |

## Risultati

### Batterie
| Pos. | Batteria | Corsia | Atleta              | Nazionalità | Tempo       | Note |
| ---- | -------- | ------ | ------------------- | ----------- | ----------- | ---- |
| 1    | 3        | 4      | Kalia Antoniou      | Cipro       | 55"11       | Q    |
| 2    | 2        | 4      | Janja Šegel         | Slovenia    | 55"30       | Q    |
| 3    | 1        | 4      | Neža Klančar        | Slovenia    | 55"70       | Q    |
| 4    | 3        | 3      | Lucile Tessariol    | Francia     | 55"75       | Q    |
| 5    | 1        | 3      | Marina Jehl         | Francia     | 55"89       | Q    |
| 6    | 3        | 6      | Sofia Morini        | Italia      | 55"90       | Q    |
| 7    | 3        | 5      | Lidón Muñoz         | Spagna      | 56"22       | Q    |
| 8    | 1        | 5      | Nina Stanisavljević | Serbia      | 56"26       | Q    |
| 9    | 2        | 3      | Alice Mizzau        | Italia      | 56"30       |      |
| 10   | 2        | 2      | Anna Hadjiloizou    | Cipro       | 56"57       |      |
| 11   | 2        | 5      | Carmen Weiler       | Spagna      | 57"02       |      |
| 12   | 3        | 7      | Sofia Klikopoulou   | Grecia      | 57"03       |      |
| 13   | 1        | 2      | Francisca Martins   | Portogallo  | 57"48       |      |
| 14   | 1        | 6      | İlknur Nihan Çakıcı | Turchia     | 57"66       |      |
| 15   | 3        | 1      | Nesrine Medjahed    | Algeria     | 58"00       |      |
| 16   | 2        | 7      | Chrysoula Mitsakou  | Grecia      | 58"28       |      |
| 17   | 1        | 7      | Ana Rodrigues       | Portogallo  | 59"10       |      |
| 18   | 2        | 1      | Nàdia Tudó          | Andorra     | 1'00"02     |      |
| DNS  | 2        | 6      | Ekaterina Avramova  | Turchia     | Non partita |      |
| DNS  | 3        | 2      | Amel Melih          | Algeria     | Non partita |      |

### Finale
| Pos. | Corsia | Atleta              | Nazionalità | Tempo | Note |
| ---- | ------ | ------------------- | ----------- | ----- | ---- |
|      | 4      | Kalia Antoniou      | Cipro       | 54"36 |      |
|      | 5      | Janja Šegel         | Slovenia    | 54"48 |      |
|      | 3      | Neža Klančar        | Slovenia    | 55"31 |      |
| 4    | 1      | Lidón Muñoz         | Spagna      | 55"35 |      |
| 5    | 6      | Lucile Tessariol    | Francia     | 55"49 |      |
| 6    | 7      | Sofia Morini        | Italia      | 55"56 |      |
| 7    | 2      | Marina Jehl         | Francia     | 55"85 |      |
| 8    | 8      | Nina Stanisavljević | Serbia      | 56"39 |      |